# Joseph Kosinski
Joseph Kosinski (Marshalltown, Iowa, 1974. május 3. –) amerikai filmrendező, forgatókönyvíró és filmproducer.
2010-ben debütált Tron: Örökség című sci-fi filmjével, mely az 1982-es Tron, avagy a számítógép lázadása folytatása. Egyéb filmjei közé tartozik a Feledés (2013) című sci-fi, A bátrak (2017) című életrajzi dráma, valamint a 2022-ben bemutatott Top Gun: Maverick (az 1986-os Top Gun című kultuszfilm folytatása).

## Élete és pályafutása
Kosinski a wisconsini Milwaukee-ban született és az iowai Marshalltownban nőtt fel, a francia-kanadai származású Patricia és a lengyel származású orvos, Joel Kosinski fiaként.
Első jelentősebb filmje a Tron: Örökség volt.

## Filmográfia

### Film
| Év   | Magyar cím                | Eredeti cím       | Feladatkör | Feladatkör | Feladatkör |
| Év   | Magyar cím                | Eredeti cím       | Rendező    | Producer   | Író        |
| ---- | ------------------------- | ----------------- | ---------- | ---------- | ---------- |
| 2010 | Tron: Örökség             | Tron: Legacy      | Igen       | Nem        | Nem        |
| 2013 | Feledés                   | Oblivion          | Igen       | Igen       | Igen       |
| 2017 | A bátrak                  | Only the Brave    | Igen       | Nem        | Nem        |
| 2022 | Top Gun: Maverick         | Top Gun: Maverick | Igen       | Nem        | Nem        |
| 2022 | A pók feje                | Spiderhead        | Igen       | Nem        | Nem        |
| 2024 | Twisters – Végzetes vihar | Twisters          | Nem        | Nem        | Igen       |
| 2025 | F1 – A film               | F1                | Igen       | Igen       | Igen       |

### Gyakran szerepeltetett színészek
| Színész           | Tron: Örökség | Feledés | A bátrak | Top Gun: Maverick | A pók feje |
| ----------------- | ------------- | ------- | -------- | ----------------- | ---------- |
| Jeff Bridges      | Igen          |         | Igen     |                   |            |
| Tom Cruise        |               | Igen    |          | Igen              |            |
| Miles Teller      |               |         | Igen     | Igen              | Igen       |
| Jennifer Connelly |               |         | Igen     | Igen              |            |
| Jake Picking      |               |         | Igen     | Igen              |            |

## Fordítás
Ez a szócikk részben vagy egészben  a   Joseph Kosinski című angol Wikipédia-szócikk fordításán alapul.  Az eredeti cikk szerkesztőit annak laptörténete sorolja fel. Ez a jelzés csupán a megfogalmazás eredetét és a szerzői jogokat jelzi, nem szolgál a cikkben szereplő információk forrásmegjelöléseként.